# Sukkerroe
Sukkerroe (Beta vulgaris var. altissima) er en hvid, kegleformet rodfrugt, der mest dyrkes på den fedeste muldjord, som især findes på de sydlige danske øer (Lolland og Falster). Planten er botanisk set en varietet af bede.

## Anvendelse
Sukkerroer dyrkes for at udvinde sukker af roden. Den er meget nær beslægtet med (er kun en særlig varietet af samme art som) runkelroen, fra hvilken den navnlig adskilles ved, at roden er mindre, helt underjordisk, hvid, omtrent kegleformet, samt ved sit høje sukkerindhold, indtil ca. 20 % af hovedrodens friskvægt. Den kræver frugtbar, sund, lermuldet jord, rigelig gødning samt høj sommervarme for at give fuldt udbytte. Såningen foregår i sidste halvdel i april. Udsædsmængden er 20 à 25 kg frø pr ha. Afstanden mellem rækkerne er 40 à 45 cm. Planterne i rækken udtyndes til højst 25 cm afstand. Sommeren igennem holdes jorden ren og løs. Optagningen foregår hovedsagelig i oktober.
Sukkerroer høstes ved en vægt af ca 3 kg per styk for straks at føres til sukkerfabrikkerne eller disses saftstationer til oparbejdning.
Produktionen af sukkerroer i Danmark foregår primært på Lolland-Falster samt Syd- og Vestsjælland, hvor tusind landmænd dyrker 31.000 hektar med 2,5 mio tons sukkerroer. Danmark har to sukkerfabrikker; Nykøbing Falster Sukkerfabrik og Nakskov Sukkerfabrik, som fyres med olie og kul og producerer tilsammen omkring 400.000-450.000 tons sukker om året. Tidligere har der også været produktion på Fyn og Sydøstjylland indtil Assens Sukkerfabrik lukkede i 2006.
Plantens blade (roetop) bruges som dyrefoder hvis afstanden er kort nok. Bladene, og sukkerfabrikkernes rest-affald, bruges også i biogasanlæg.

## Historie
Tanken om at udvinde sukker af roer (runkelroer) går tilbage til før midten af det 18. århundrede, idet den tyske kemiker A.S. Marggraf i 1747 offentliggjorde undersøgelser, der viste, at roer indeholdt en betydelig mængde sukker, der kunne udvindes og fremstilles i krystalform. Godsejer Franz Achard fra Schlesien anstillede i 1780-erne sammenlignende dyrkningsforsøg med forskellige roesorter og fandt, at den hvide schlesiske roe (en runkelroesort af ikke ringe lighed med nutidens sukkerroe) var den, der egnede sig bedst til fabriksmæssig sukkerudvinding. På grundlag heraf anlagde Achard den første roesukkerfabrik. Kommerciel sukkerfremstilling på basis af sukkerroer blev indledt i Tyskland i 1802. Metoden spredtes hastigt til andre europæiske lande på grund af fastlandsspærringen, som Napoleon indførte under Napoleonskrigene i 1807, og som afskar England fra Europa. England svarede igen ved at blokere det kontinentale Europa (herunder Napoleons allierede, Danmark) fra import af rørsukker. Med førnævnte hvide schlesiske roe som grundlag skabtes ved et meget omfattende forædlingsarbejde, særlig i Tyskland og Frankrig, efterhånden nutidens højtudviklede sukkerroesorter. Bestræbelserne har selvfølgelig først og fremmest taget sigte på at højne roernes procentiske indhold af krystallisabelt sukker. Sukkerprocenten steg herved fra ca. 6% til indtil ca. 20%. Omkring 1850 udgjorde roesukkeret ca. 14 % af verdensproduktionen af sukker, mens det i 1923 udgjorde over 50%. Samtidig voksede den samlede sukkerproduktion fra ca. 1,5 mio. t til henved 20 mio. t.
I 1923 (Danmark 1924) indtog sukkerroer følgende arealer i de lande, hvor sukkerroedyrkningen havde nogen betydning:
| Land            | Hektar  | Land      | Hektar |
| --------------- | ------- | --------- | ------ |
| Tyskland        | 384.000 | Spanien   | 62.000 |
| USA             | 264.000 | Ungarn    | 55.000 |
| Tjekkoslovakiet | 233.000 | Sverige   | 43.000 |
| Frankrig        | 148.000 | Danmark   | 39.000 |
| Polen           | 136.000 | Rumænien  | 37.000 |
| Italien         | 85.000  | Serbien   | 20,000 |
| Belgien         | 72.000  | Østrig    | 13.000 |
| Holland         | 67.000  | Bulgarien | 12.000 |